# Chiyoko Kawashima
Chiyoko Kawashima (川島 千代子?, Kawashima Chiyoko; Tokyo, 2 giugno 1954) è una doppiatrice giapponese. Si è ritirata dal doppiaggio nel 2001.

## Doppiaggio

### TV
- Candy Candy (Patty)
- Carletto il principe dei mostri (Sis)
- Cyborg 009 (Hilda)
- Detective Conan (Signora Minagawa)
- Galaxy Express 999 (Crystal Claire)
- Sailor Moon (Shingo Tsukino, Haruna Sakurada)
- Sailor Moon R (Sailor Pluto, Shingo Tsukino, Haruna Sakurada)
- Sailor Moon S (Sailor Pluto)
- Sailor Moon SuperS (Shingo Tsukino)
- Sailor Moon Sailor Stars (Sailor Pluto)
- UFO Robot Goldrake (Hikaru Makiba / Venusia)
- Uomo Tigre II (Midori Ariyoshi)
- Kiss Me Licia (Meiko Kajiwara)

### Videogiochi
- Pretty Solider Sailor Moon S: Kurukkurin (Sailor Pluto/Setsuna Meiou)
- Pretty Solider Sailor Moon S (Sailor Pluto/Setsuna Meiou)
- Policenauts (Kris Goldwin, Lorraine Hojo)
- Super Robot Wars A Portable (Hikaru Makiba)
- Super Robot Wars Z (Hikaru Makiba)

### Film
- Sailor Moon S The Movie - Il cristallo del cuore (Sailor Pluto)
- Sailor Moon SS The Movie - Il mistero dei sogni (Sailor Pluto)